# 笮融
笮融（？—196年），丹陽人，汉末武將，地方军阀，佛教領袖。
初为下邳相，聚眾數百投奔陶謙，陶謙命其監督廣陵、下邳、彭城運糧。但他挪用三郡糧食建築佛寺，可容三千餘人，佛像銅人金身，浴佛設酒飯，以布鋪數十里路面，費用以億計。陶謙仍處處忍讓。
曹操攻陶謙時，笮融領男女數萬人、馬三千匹出逃廣陵。廣陵太守趙昱待為上賓，笮融因貪廣陵的物資，殺害趙昱，大掠廣陵。接著過江投奔彭城國相薛禮。
薛礼當時被陶谦逼往秣陵，故笮融与薛礼投靠揚州刺史劉繇，奉其為盟主。劉繇派笮融抵抗孫策，初出戰，被斬五百餘人，故堅守不出，孫策又以計大敗笮融軍，再殺千餘人，笮融又杀薛礼。
196年笮融被劉繇派到豫章助太守朱皓力抗袁術，但笮融故技重施，殺了太守朱皓，據其城。劉繇討伐笮融，初敗於笮融之手，後再合屬縣之力敗笮融，笮融敗走入山，為平民所殺。
笮融是中國佛教一位代表性的人物，其浴佛會及建寺的規模引證了當時佛教的興盛。而且其極其奢華的浴佛活動對佛教的宣揚起了積極的作用。

## 延伸阅读
[在维基数据编辑]
 《三國志/卷49》，出自陳壽《三國志》